# Paul Barth (filosof)
Ernst Emil Paul Barth, född den 1 augusti 1858, död den 30 september 1922, var en tysk filosof och pedagog.
Barth blev professor i Leipzig 1897. I sitt arbete Die Elemente der Erziehungs- und Unterrichtslehre (1923) tillämpade han psykologiska synpunkter på pedagogiska problem. Till sociologins utveckling bidrog han genom Die Philosophie der Geschichte als Soziologie (1897, ny upplaga 1922), som innehåller en utmärkt översikt över de olika filosofiska historieuppfattningarna. Han behandlade vidare den stoiska filosofin och tillämpade sociologiska synpunkter på uppfostrans historia.